# Alangium
Genre
Alangium est un genre d'arbres de la famille des Cornacées en classification phylogénétique APG IV (2016) et APG III, ou de la famille des Alangiaceae en classification classique. Dans les deux cas, ils font partie de l'ordre des Cornales. Les espèces du genre Alangium sont réparties en Afrique, Asie du Sud-Est et Océanie.

## Liste d'espèces
Selon World Checklist of Selected Plant Families (WCSP) (14 avril 2019) :

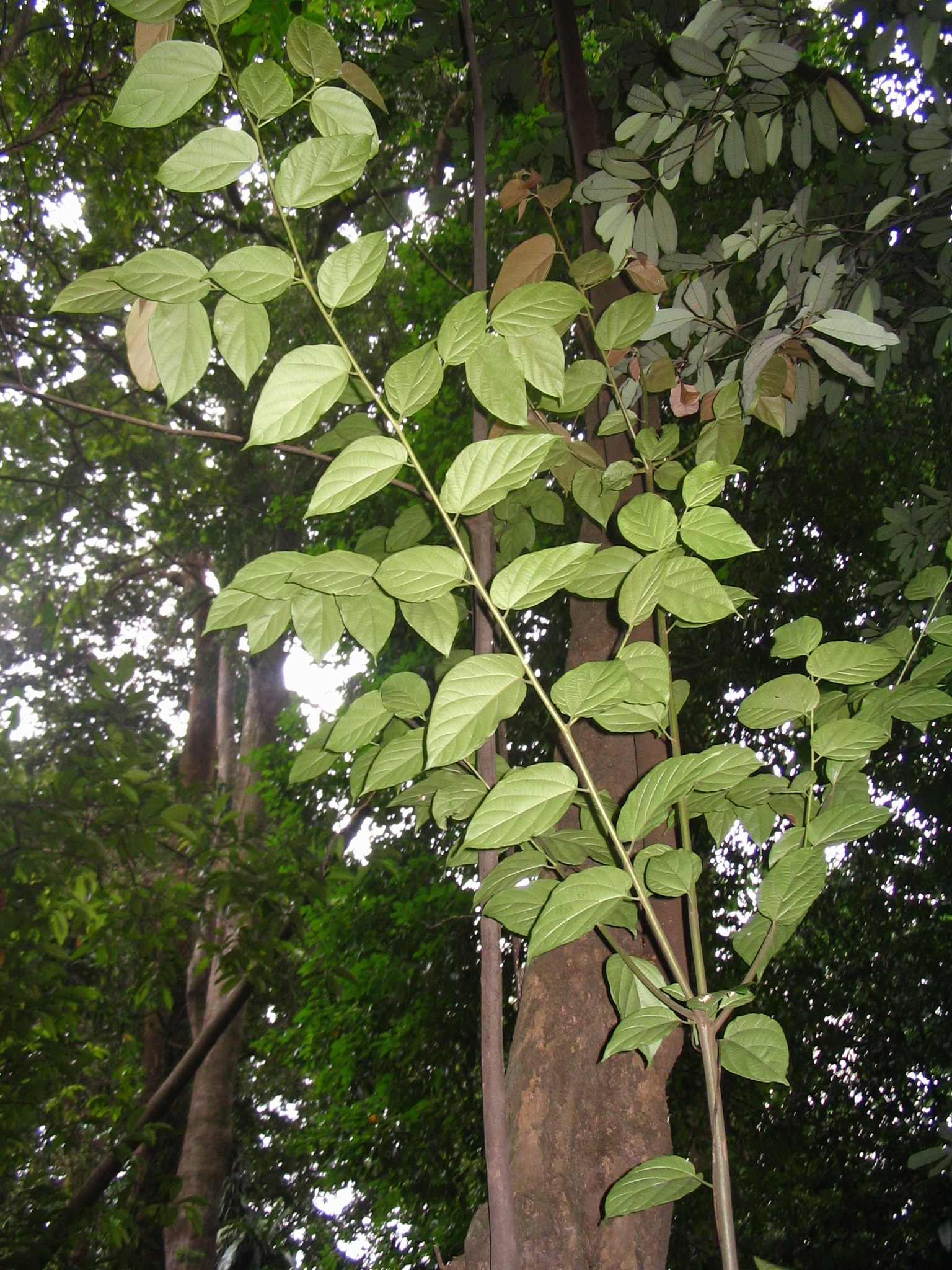
Alangium ebenaceum, Bukit Nanas, Malaisie

- Alangium alpinum (C.B.Clarke) W.W.Sm. & Cave (1914)
- Alangium amplum W.J.de Wilde & Duyfjes, Thai Forest Bull. (2016)
- Alangium barbatum (R.Br. ex C.B.Clarke) Baill. ex Kuntze (1891)
- Alangium borneense Merr. (1922)
- Alangium brassii W.J.de Wilde & Duyfjes (2017)
- Alangium chinense (Lour.) Harms (1897)
- Alangium chungii H.L.Li (1943)
- Alangium circulare B.C.Stone & Kochummen (1975)
- Alangium denudatum (Bloemb.) W.J.de Wilde & Duyfjes (2017)
- Alangium ebenaceum (C.B.Clarke) Harms (1898)
- Alangium ferrugineum C.T.White (1929)
- Alangium frutescens Zoll. & Moritzi (1854)
- Alangium glabrum W.J.de Wilde & Duyfjes (2017)
- Alangium glandulosum Thwaites (1859)
- Alangium gracile W.J.de Wilde & Duyfjes (2017)
- Alangium grisolleoides Capuron, Adansonia, n.s. (1962)
- Alangium guadalcanalense W.J.de Wilde & Duyfjes (2017)
- Alangium havilandii Bloemb. (1935)
- Alangium hexapetalum Lam. (1783)
- Alangium hirsutum Bloemb. (1935)
- Alangium hollrungii (K.Schum.) Melch. & Mansf. (1925)
- Alangium indochinense W.J.de Wilde & Duyfjes, Thai Forest Bull. (2016)
- Alangium javanicum (Blume) Wangerin (1910)
- Alangium kayuniga K.M.Wong (2015)
- Alangium kurzii Craib (1911)
- Alangium ledermannii W.J.de Wilde & Duyfjes (2017)
- Alangium longiflorum Merr., Philipp. J. Sci. (1912)
- Alangium maliliense Bloemb. (1935)
- Alangium melliferum W.J.de Wilde & Duyfjes, Thai Forest Bull. (2016)
- Alangium meyeri Merr. (1906)
- Alangium mezianum Wangerin (1907)
- Alangium minahassicum (Bloemb.) W.J.de Wilde & Duyfjes (2017)
- Alangium nobile (C.B.Clarke) Harms (1898)
- Alangium oblongum Craib (1930)
- Alangium pallens W.J.de Wilde & Duyfjes (2017)
- Alangium pilosum Merr. (1922)
- Alangium platanifolium (Siebold & Zucc.) Harms (1898)
- Alangium plumbeum W.J.de Wilde & Duyfjes (2017)
- Alangium polyosmoides (F.Muell.) W.J.de Wilde & Duyfjes (2017)
- Alangium premnifolium Ohwi (1938)
- Alangium qingchuanense M.Y.He, J. Sichuan Univ. (1996)
- Alangium ridleyi King, J. Asiat. Soc. Bengal, Pt. 2 (1902)
- Alangium rotundifolium (Hassk.) Bloemb. (1935)
- Alangium salviifolium (L.f.) Wangerin (1910)
- Alangium scandens Bloemb. (1935)
- Alangium sempervirens W.J.de Wilde & Duyfjes, Thai Forest Bull. (2016)
- Alangium sinicum (Nakai) S.Y.Hu, Spongberg & Z.Cheng (1983)
- Alangium solomonense (Bloemb.) W.J.de Wilde & Duyfjes (2017)
- Alangium strigosum W.J.de Wilde & Duyfjes (2017)
- Alangium subcordatum W.J.de Wilde & Duyfjes (2017)
- Alangium taiwanianum Masam. (1938)
- Alangium tetrandrum R.H.Miao (1993)
- Alangium tonkinense Gagnep. (1950)
- Alangium uniloculare (Griff.) King, J. Asiat. Soc. Bengal, Pt. 2 (1902)
- Alangium velutinum W.J.de Wilde & Duyfjes (2017)
- Alangium villosum (Blume) Wangerin (1906)
- Alangium vitiense (A.Gray) Baill. ex Harms (1898)
- Alangium warburgianum Wangerin (1910)
- Alangium yunnanense C.Y.Wu ex W.P.Fang, J. Sichuan Univ. (1979)